# Marco Ápio Brádua
Marco Ápio Brádua (em latim: Marcus Appius Bradua; em grego clássico: Μαρκόν Άππιον Βραδούαν), conhecido também pelo seu nome completo, Marco Atílio Metílio Brádua (em latim: Marcus Atilius Metilius Bradua) foi um senador romano eleito cônsul em 108 com Ápio Ânio Trebônio Galo.

## Origem
Brádua era membro da gente Atília, nascido e criado numa família de status consular e possivelmente patrícia da Gália Cisalpina. Seu pai, Marco Atílio Póstumo Brádua, serviu como procônsul da Ásia na época de Domiciano (r. 81-96), e, como sugere o seu segundo nome, "Metílio", sua mãe provavelmente era da gente Metília. Se for o caso, é possível que ele tenha sido sobrinho de Públio Metílio Nepos, cônsul sufecto em 91.

## Carreira
Provavelmente por causa de seu status patrício, Brádua seguiu direto de questor para pretor, mas é possível também que, em algum momento, ele tenha servido como tribuno. Em 108, Brádua foi eleito cônsul e, depois de seu mandato, foi admitido no Colégio de Pontífices.
Entre pelo menos 111 até 118, Brádua serviu como governador da Britânia. Além disto, sabe-se que ele governou uma das duas Germânias, mas não se sabe quando. Em 122 ou 123, Brádua atingiu o ápice de sua carreira senatorial e foi nomeado procônsul da África. Depois do término de seu mandato, Brádua acompanhou o imperador Adriano em suas diversas viagens pelo Império. Ele morreu depois do imperador em algum momento do reinado de Antonino Pio (r. 138-161).

## Família
Brádua se casou com Caucídia Tértula, uma nobre romana que pode ter sido de linhagem etrusca. O casal teve pelo menos dois filhos, Marco Atílio Metílio Brádua Caucídio Tértulo [...] Basso, que serviu como procônsul da África no reinado de Antonino Pio, e Atília Caucídia Tértula, que se casou com o jovem Ápio Ânio Trebônio Galo, filho do colega de consulado de Brádua em 108.
Um dos governadores romanos da Mésia Inferior, Públio Vigélio Raio Plário Saturnino Atílio Braduano Caucídio Tértulo, que serviu entre 169 e 170, pode ter sido descendente do casamento de Brádua e Caucídia Tértula.

## Homenagens póstumas
Em Olímpia, na Grécia, foi descoberta uma inscrição dedicada a Brádua por sua neta, Aspásia Ânia Régila:
| “ | A cidade de Eleans [homenageia] Marco Ápio Brádua, questor, pretor, [?procônsul de ... e da África?, conde?] do deus Adriano, consular da Germânia e da Britânia, pontifex, sodal Adrianal, avô materno de Régila, esposa de Herodes. | ” |

Numa outra, encontrada em Gwynedd e provavelmente de 126, se lê "[...] Bradua [...] Propretor", provavelmente uma referência ao seu mandato na Britânia.
Aspásia e Herodes Ático construíram em Olímpia uma êxedra com estátuas de vários de seus parentes e de membros da família imperial. Entre elas estava uma de Brádua, da qual restou apenas a cabeça, hoje exibida Museu Arqueológico de Olímpia.